# Коефіцієнт кореляції
Коефіціє́нт кореля́ції (англ. correlation coefficient) — це числова міра певного типу кореляції, тобто статистичного зв'язку між двома змінними. Цими змінними можуть бути два стовпчики заданого набору даних спостережень, часто званого вибіркою, чи дві компоненти багатовимірної випадкової величини з відомим розподілом.[джерело?]
Існує кілька типів коефіцієнтів кореляції, кожен з власним визначенням, межами застосовності й характеристиками. Всі вони набувають значення в проміжку з −1 по +1, де ±1 вказує на найсильнішу можливу кореляцію, а 0 — на її відсутність. Як інструменти аналізу, коефіцієнти кореляції стикаються з певними проблемами, включно зі схильністю деяких типів до спотворення через викиди, та можливістю неправильного використання для висновування причинно-наслідкового зв'язку між змінними (докладніше див. Корелювання не означає спричинювання).

## Типи
Існує кілька різних мір для ступеню кореляції в даних, залежно від типу даних: головним чином, чи дані є вимірюванням, порядковими, чи категорійними.

### Пірсона
Коефіцієнт кореляції моменту добутку Пірсона, відомий також як r, R, або r Пірсона, є мірою сили та напрямку лінійного зв'язку між двома змінними, визначеною як коваріація змінних, поділена на добуток їхніх стандартних відхилень. Це найвідоміший і найчастіше вживаний тип коефіцієнта кореляції. Коли термін «коефіцієнт кореляції» використовують без подальших уточнень, зазвичай мають на увазі коефіцієнт кореляції моменту добутку Пірсона.

### Внутрішньокласова
Внутрішньокласова кореляція (ВКК, англ. intraclass correlation, ICC) — це описова статистика, яку можливо використовувати, коли кількісні вимірювання здійснюють над об'єктами, організованими в групи; вона описує, наскільки сильно об'єкти в одній і тій же групі схожі між собою.

### Рангова
Рангова кореляція — це міра взаємозв'язку між рангами двох змінних або між двома ранжуваннями однієї змінної:
- Коефіцієнт рангової кореляції Спірмена є мірою того, наскільки добре відношення між двома змінними можливо описати монотонною функцією.
- Коефіцієнт рангової кореляції тау Кендалла є мірою частки рангів, що збігаються між двома наборами даних.
- Гамма Гудмена та Крускала[en] є мірою сили пов'язаності перехресно табульованих даних, коли обидві змінні вимірюють на порядковому рівні.

### Тетрахорна й поліхорна
Коефіцієнт поліхорної кореляції вимірює пов'язаність двох порядково-категорійних змінних. Технічно його визначають як оцінку коефіцієнта кореляції Пірсона, яку було би можливо отримати, якби:
1. Ці дві змінні вимірювалися би на неперервній шкалі, а не як порядково-категорійні.
2. Ці дві неперервні змінні мали би двовимірний нормальний розподіл.

Коли обидві змінні дихотомні, а не порядково-категорійні, то коефіцієнт поліхорної кореляції називають коефіцієнтом тетрахорної кореляції.

## Виноски
1. ↑  Коефіцієнт кореляції: Статистика, яку використовують, щоби показувати, як оцінки одного виміру пов'язані з оцінками другого виміру для тієї ж групи осіб. Високе значення (що наближається до +1,00) означає сильний прямий зв'язок, значення близько 0,50 вважають помірними, а значення нижче 0,30, як вважають, показують слабкий зв'язок. Низьке від'ємне значення (що наближається до −1,00) так само є сильним зворотним зв'язком, а значення близько 0,00 вказують на незначний або відсутній зв'язок.[1]